# 27368 Raytesar
27368 Raytesar è un asteroide della fascia principale. Scoperto nel 2000, presenta un'orbita caratterizzata da un semiasse maggiore pari a 2,2866080 UA e da un'eccentricità di 0,1784639, inclinata di 2,24281° rispetto all'eclittica.